# Джонхьон
Кім Джонхьон (кор. 김종현, кит.: 金鐘鉉; 8 квітня 1990 — 18 грудня 2017, Сеул, Республіка Корея), знаніший як Джонхьон (кор. 종현) — південнокорейський автор-виконавець, продюсер звукозапису, радіоведучий і автор. Був головним вокалістом популярного бой-бенду SHINee, також учасником проєкту SM the Ballad.
Сольна кар'єра Джонхьона почалася в січні 2015 року з виходом дебютного мініальбому Base. Він досяг вершини Gaon Album Chart і Billboard World Album Chart. 17 вересня того ж року вийшов музичний збірник Story Op.1. 24 травня 2016 року відбувся вихід першого студійного альбому She Is. Другий збірник Story Op.2 вийшов в квітні 2017 року. Його останній альбом Poet | Artist вийшов 23 січня 2018 року.

## Кар'єра

### 2005-14: Починання в кар'єрі

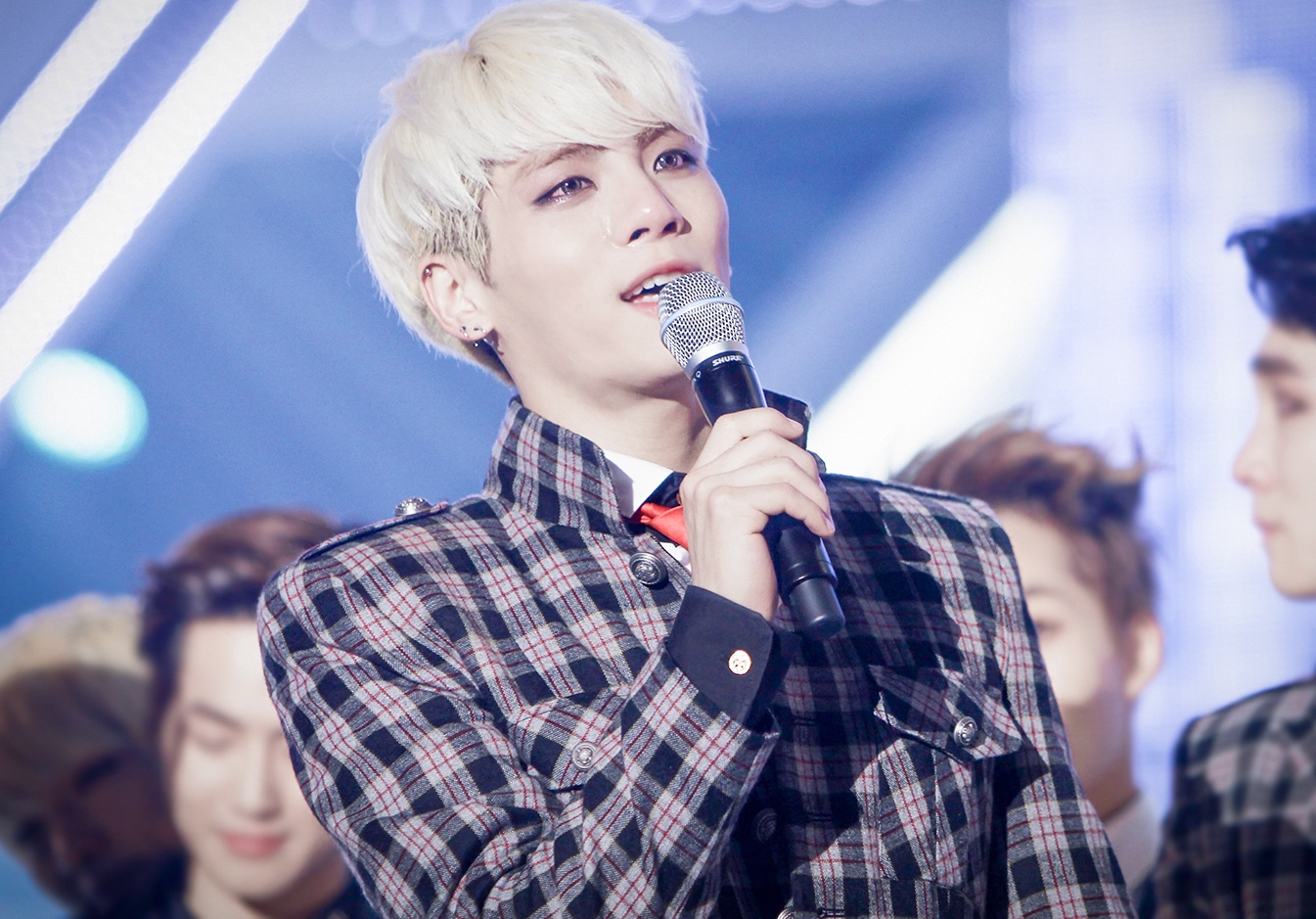
Джонхьон на Melon Music Awards, 2013 рік

У 2005 році Джонхьона помітили агенти SM Entertainment після того, як він виступив на пісенному фестивалі разом зі своєю групою в школі. 25 травня 2008 року він дебютував як головний вокаліст SHINee на музичному шоу Inkigayo. 2009 року він почав брати участь в написанні пісень для гурту; його першим синглом, написаним для SHINee, став їхній четвертий корейський сингл «Juliette» з другого мініальбому Romeo. Натхненням послужив фільм «Ромео і Джульєтта», і, за словами Джонхьона, він хотів написати романтичну історію, яка «зможе зацікавити всіх, а також кожен зміг би зв'язати себе з нею».
У жовтні 2010 року Джонхьон став одним з двадцяти айдолів з різних корейських груп, який взяв участь у запису пісні «Let's Go» для Саміту G-20 в Сеулі. Крім нього там брали участь Сонмін (Super Junior), Сохен (Girls' Generation) і Луна з «f(x)». 29 листопада вийшов дебютний мініальбом Miss You проєкту «SM the Ballad», куди також увійшли Джей з TRAX, Кюхьон з Super Junior і Джинхо з «Pentagon».
У червні 2011 року Джонхьон взяв участь у другому сезоні шоу «Безсмертна пісня», в якому айдоли виконують власні версії інших пісень. Він виграв перший раунд, перемігши Йесона («Super Junior»), але йому довелося покинути програму після першого епізоду внаслідок завантаженого розкладу. Шоу потрапило під невдоволення глядачів, які засудили метод вибування і назвали його занадто жорстоким.
В жовтні 2013 року Кім дебютував як композитор треку «A Gloomy Clock» для третього студійного альбому Айю Modern Times. Пісню, яку Джонхьон дав Айю як подрузі, він написав сам і зрештою вийшов дует. У грудні Сон Дамбі випустила сингл «Red Candle», який також написав і спродюсував Джонхьон.
4 лютого 2014 року, через чотири роки перерви, «SM the Ballad» повернулися в оновленому складі. З початкового лайн-апу залишився тільки Джонхьон. Він брав участь у пісні «Breathe», записаної за участі Теен, і яку вони також разом просували. У липні Джонхьон дебютував як радіоведучий для шоу «Блакитна Ніч». Керівництво MBC пояснило свій вибір тим, що «він [Джонхьон] відданий і пристрасний по відношенню до музики». Він замінив Чун Епа з «Brown Eyed Soul», який вів шоу протягом трьох років. 18 серпня вийшов дебютний мініальбом Теміна Ace, де Джонхьон виступив як автор і композитор треку «Pretty Boy».

### 2015-16:Base,Story Op.1іShe Is

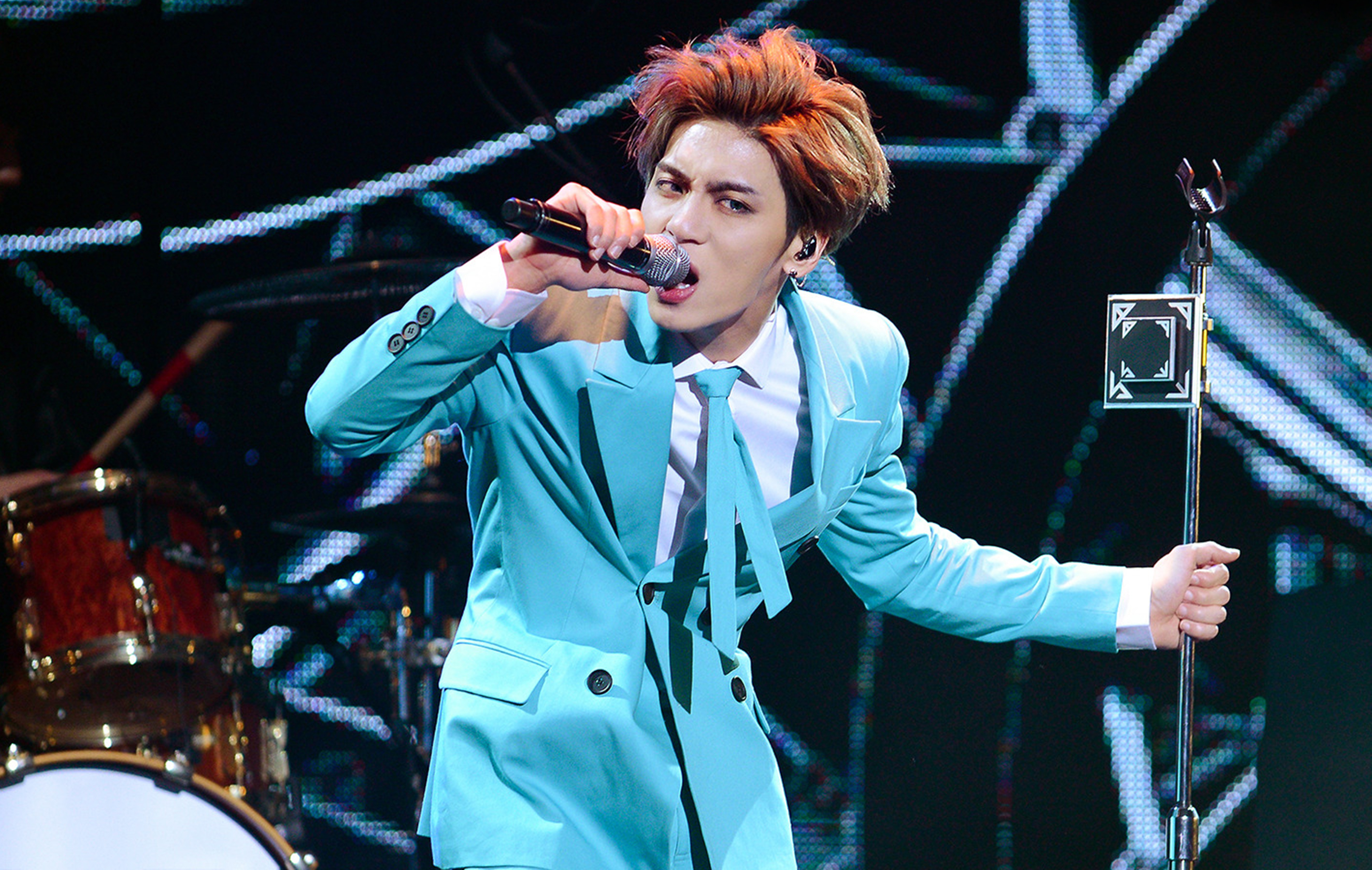
Джонхьон на шоукейсі на честь виходу дебютного мініальбому Base, січень 2015 року

12 січня 2015 року дебютував як сольний співак з мініальбомом Base. Попри те, що початковим синглом стала композиція «Crazy (Guilty Pleasure)», другим синглом пізніше оголосили передрелізний трек «Déjà-Boo» внаслідок хороших показників у цифрових чартах. Співкомпозитором «Déjà-Boo» став Zion.T. Дебют Джонхьона отримав багато визнання від музичних критиків за те, що він брав участь у процесі створення всіх композицій і записав колаборації з артистами поза «SM», такими як Юнха, Хвисон і Zion.T. Base досяг вершини Gaon Album Chart і Billboard World Album Chart. 10 січня стало відомо, що Джонхьон візьме участь у шоу «Давайте поговоримо відверто», де Темін, Мінкьон (Davichi) і Zion.T з'явилися в епізоді в якості його друзів. 30 березня відбувся вихід другого студійного альбому EXO Exodus, для якого Джонхьон написав і спродюсував пісню «Playboy». Місяцем пізніше Лім Кім представила мініальбом Simple Mind, де Кім став автором і композитом треку «No More». Для всіх вищевказаних пісень він також записав бек-вокал.

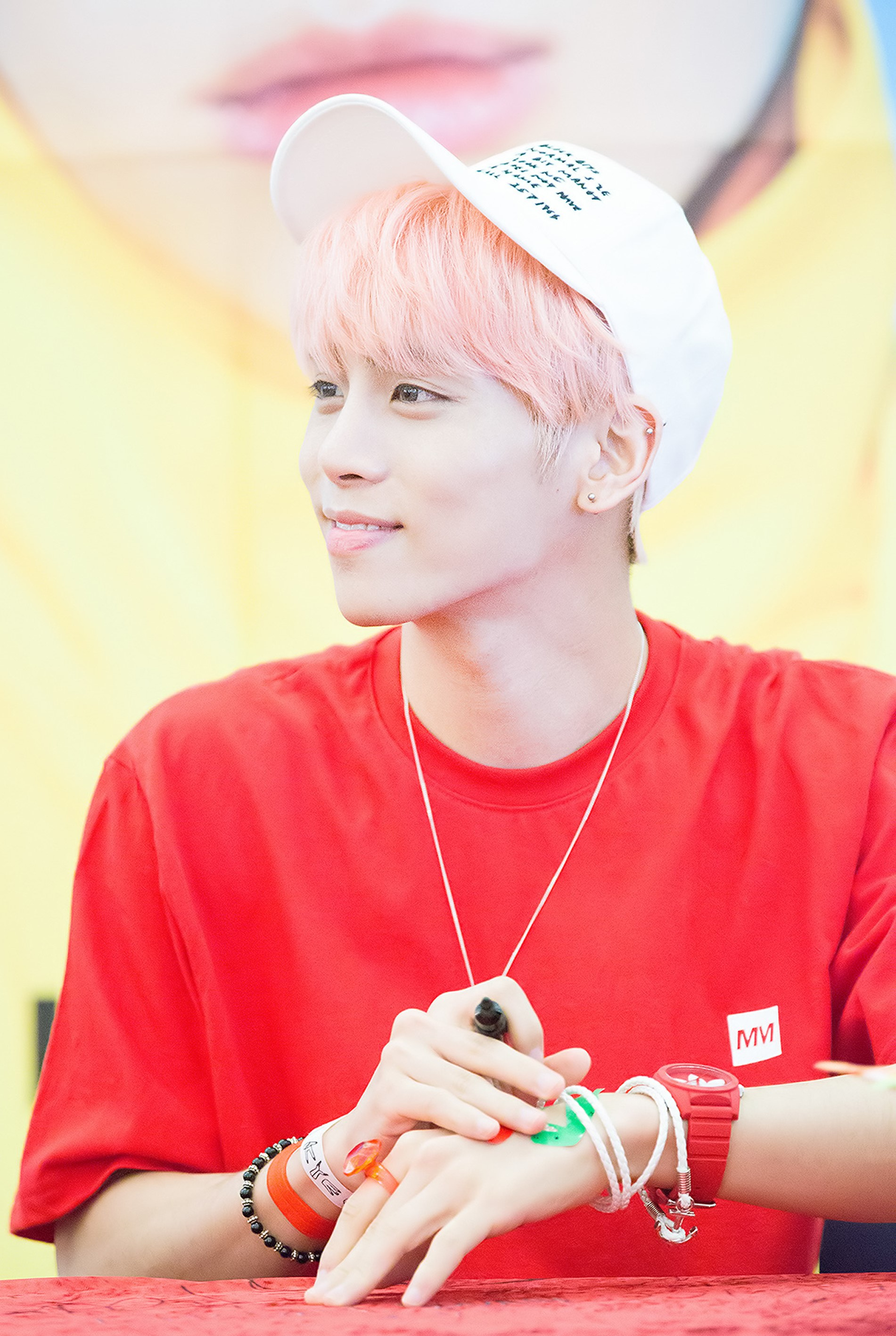
Джонхьон на фансайні в рамках просування She Is в Пусані, червень 2016 року

У серпні Джонхьон провів свій перший сольний концерт The Story by Jonghyun як частину концертної програми The Agit. Він виступив з піснями з мініальбому, а також з піснями, записаними на його радіо-шоу. 17 вересня вийшов перший музичний збірник Story Op.1. Всього Джонхьон відіграв 12 шоу в жовтні. На кожному концерті були присутні гості: Онью, Темін, Айю, Zion.T, Джонг Ін, Лім Кім, Oksang Dalbit, Coffee Boy, Nine, Лі Джихен, Соран і поет Ха Санук. Пізніше в жовтні він взяв участь у шоу «Щомісячне живе спілкування», де його партнером став Чон Джунен.
У вересні вийшла книга «Квітка-скелет: Речі, які випустили і вони стали вільними», в якій розповідається про досвід написання пісень і натхнення. У тому ж місяці він запустив на своєму радіо-шоу сегмент, де представив дев'ять пісень, написаних і спродюсованих самостійно або ж за допомогою його команди «WeFreaky». У жовтні Джонхьона обрали одним з п'яти кращих вокалістів Кореї сорока анонімними представниками музичної індустрії.
У лютому 2016 року Джонхьон виступив автором і композитором пісні «Already» для першого студійного альбому Теміна Press It. Він також став автором і композитором треку «Breathe» Лі Хай. 18 березня в рамках проєкту «SM Station» вийшов сингл «Your Voice» спільно з Heritage.
24 травня відбувся реліз першого повноформатного альбому She Is, що складається з дев'яти композицій, більшу частину з яких написав і спродюсував сам Джонхьон. Альбом охоплює різні жанри, серед них електро, EDM і R&B. Джонхьон сказав, що в She Is «найбільше відчувається моя пристрасть як автора-виконавця».

### 2017-18:Story Op.2іPoet | Artist
9 березня 2017 року MBC оголосили про відхід Джонхьона з позиції ведучого на радіо. Таке рішення було прийнято після довгих обговорень між Джонхьоном і стаффом шоу, які заявили: «Це сумно, але через початок японського та північноамериканського туру SHINee він вирішив піти». В інтерв'ю для Esquire Magazine сам Джонхьон описав це як поворотний момент у своєму житті. Це було місце, де він міг пізнавати нові речі, виражати себе і спілкуватися з публікою на глибшому рівні: «Для початку, думаю, що мені було комфортно бути просто „співаком Кім Джонхьоном“. […] Тому що це те, до чого я [і публіка] звикли. Проте все змінилося, коли я став ведучим. З того моменту, як я почав показувати свої сторони іншим, мені стало [більш] комфортно з іміджем Кім Джонхьона, який я представляв на радіо». Він також насолоджувався рутиною, що почалася відтоді, як він почав вести нічні ефіри. Це дало йому почуття стабільності, що буває досить рідко у розважальній індустрії.
24 квітня вийшов другий музичний збірник Story Op.2. З травня по липень Джонхьон провів серію з 20 концертів, названу The Agit (The Letter) в «SMTOWN Coex Artium». Спочатку планувалося 12 концертів, але вирішили додати ще вісім через попит серед фанатів.
9 і 10 грудня Джонхьон провів серію концертів Inspired в «SKorea Olympic Handball Gymnasium». У той же час йшла підготовка до січневого камбеку і був відзнятий відеокліп. Альбом Poet | Artist вийшов посмертно 23 січня 2018 року. Усі кошти від продажу отримала мати Джонхьона, а також частина грошей відправлена на створення фонду «допомоги тим, хто живе у важких ситуаціях». Poet | Artist дебютував на 177 місці в Billboard 200, тим самим зробивши Джонхьона одним з небагатьох корейських артистів, які потрапляли в цей чарт.

## Особисте життя
Джонхьон кинув школу в 10 класі заради початку музичної кар'єри, однак пізніше вступив в Університет Чхонун, але потім перевівся в Університет Мьонджі і отримав ступінь магістра за напрямом «Фільми та мюзикли».
20 жовтня 2010 року Джонхьон і актриса Сін Сеген були помічені місцевим новинним каналами; їх агентства підтвердили відносини 26 жовтня. Але після дев'яти місяців знайомства Сеген і Джонхьон розлучилися в червні 2011 року, посилаючись на свою зайнятість.
У квітні 2013 року Джонхьон потрапив у ДТП, внаслідок чого пошкодив ніс і йому довелося перенести операцію. Він пропустив більшу частину з промоушеном альбому Why So Serious? — The Misconceptions of Me, але зміг приєднатися до гурту на фінальному тижні.
В грудні 2013 року, щоб висвітлити проблему соціальної нерівності в Південній Кореї, Джонхьон змінив свою фотографію в Твіттері зображенням повідомлення студента бісексуала-трансгендера. В повідомленні критикувалася культурна скутість країни, акцентування на соціальних нормах і дискримінація ЛГБТ-спільнот. Джонхьон зв'язався зі студентом і подякував йому за відкрите вираження своєї позиції того, що «відмінність не означає неправильність». Підтримка привернула увагу публіки, як позитивну, так і негативну. У відповідь Джонхьон отримав наклеп від користувачів «Ilbe Storehouse», які видавали себе за фанатів «SHINee».

## Смерть

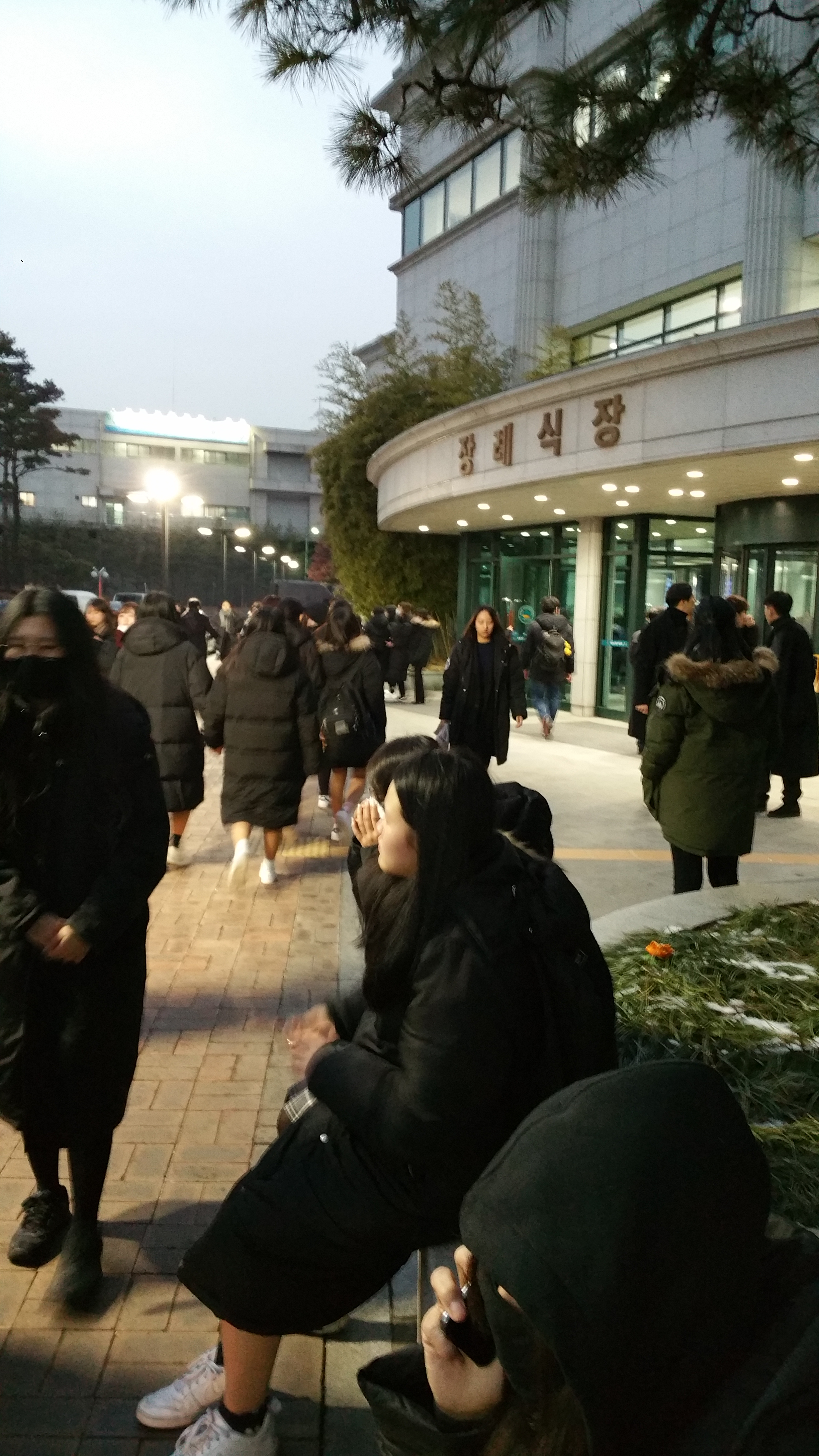
Фанати під час другого дня прощальної церемонії з Джонхьоном, 20 грудня 2017 року

У грудні 2017 року Джонхьон орендував апартаменти в Чхондамдоні в південному районі Сеула на пару днів Він зареєструвався о 12:00 за корейським часу 18 грудня. Пізніше того ж дня, о 16:42, його старша сестра Содам зробила дзвінок в службу порятунку, повідомивши, що Джонхьон збирається вчинити самогубство, тому що раніше він надіслав їй повідомлення в KakaoTalk зі словами «останнє прощання» і «скажи, що я все зробив добре». Останній раз його бачили в магазині біля його апартаментів.
Джонхьона виявили непритомним поліція і працівники «швидкої» о 18:10. Його негайно доставили в лікарню університету Конкук з зупинкою серця. Він отримав термінову медичну допомогу. Однак Джонхьон так і не приходив до тями, внаслідок чого його смерть констатували близько 18:32 у віці 27 років. Слідчі були впевнені в тому, що смерть настала через отруєння чадним газом, бо вони знайшли брикети вугілля в його апартаментах. Поліція заявила, що розтин проводитися не буде, і причиною смерті став суїцид.
Смерть Джонхьона викликала широкий резонанс у ЗМІ в усьому світі. Після того його близька подруга Nine9 з гурту «Dear Cloud» опублікувала у своєму Instagram останній лист Джонхьона, який він передав їй за два чи три дні до концерту 9 грудня. У листі згадується депресія, що «пожирає» його і його боротьба зі славою, і надто великою увагою. Nine9 була попереджена цим і за порадою агентства намагалася до останнього зберігати зв'язок з Джонхьоном. Вона намагалася допомогти йому, але тільки «затримувала його відхід» і «не змогла запобігти цьому».
21 грудня, після триденної церемонії прощання, на яку прибули багато колег і фанатів, Джонхьона перевезли з госпіталю на похорон, що пройшов у колі близьких друзів і родини, де пізніше він і був похований у невідомому місці.

### Наслідки
Після смерті ім'я Джонхьона очолило світові тренди Твіттера, і хештеги «#StayStrongShawols» і «#YouDidWellJonghyun» також трендились в усьому світі. Його смерть також стала приводом для початку обговорень істинної природи корейської індустрії розваг і психічного здоров'я. Раніше випущені альбоми та пісні Джонхьона також піднялися в корейських чартах, зайнявши позиції в топ-10. 24 грудня була скасована трансляція епізоду телешоу «Нічний Гоблін» з Джонхьоном з причини події. 30 грудня він дебютував на 2 місці в чарті Social 50. 9 січня 2018 року стало відомо, що «SHINee» проведуть японські концерти в лютому, як і було заплановано.

### Триб'юти
Багато музикантів оплакували смерть Джонхьона. Колеги по лейблу, EXO, Тхейон і TVXQ вшанували його пам'ять на своїх концертах. MBC Radio планував влаштувати спеціальний радіоефір, однак у підсумку відмовилися, тому що «можливі соціальні ефекти голосу айдола знову виходять в ефір». 29 грудня вийшов благодійний сингл «Dear My Family», що став останнім синглом «SM Station», в якому Джонхьон взяв участь. Крім того, в «SMTOWN Coex Artium» був відкритий меморіал для вшанування його пам'яті.
На музичних фестивалях, що проходили наприкінці року, всі артисти «SM», зокрема EXO, Super Junior, Red Velvet і NCT 127 носили чорні стрічки з вишивкою «R. I. P. JH», виконаною нитками перламутрово-блакитного кольору — офіційного кольору фандому SHINee.

## Дискографія

### Альбоми
- She Is (2016)
- Poet | Artist (2018)

### Мініальбоми
- Base (2015)

### Збірники
- The Collection: Story Op.1 (2015)
- The Collection: Story Op.2 (2017)

## Фільмографія

### Фільми
| Рік  | Назва            | Роль               | Нотатки                      | Прим.  |
| ---- | ---------------- | ------------------ | ---------------------------- | ------ |
| 2012 | Це я             | В ролі самого себе | Фільм про SM Town            | [ 70 ] |
| 2015 | SMTOWN The Stage | В ролі самого себе | Документальний фільм SM Town | [ 71 ] |

### Радіо
| Рік       | Назва            | Роль    | Прим.                |
| --------- | ---------------- | ------- | -------------------- |
| 2014-2017 | MBC Блакитна ніч | Ведучий | [ 72 ] [ 73 ] [ 74 ] |

## Концертні тури

### Хедлайнер
- The Story by Jonghyun (2015)[75]
- JONGHYUN — X — INSPIRATION (2016)[76]
- The Agit (The Letter) (2017)
- INSPIRED (2017)

## Нагороди та номінації
| Рік  | Церемонія                | Номінація                   | Номінант / робота | Результат | Прим.  |
| ---- | ------------------------ | --------------------------- | ----------------- | --------- | ------ |
| 2015 | MBC Entertainment Awards | Спеціальна Нагорода — Радіо | Blue Night Radio  | Перемога  | [ 77 ] |
| 2016 | Golden Disc Awards       | Диск Бонсан                 | Base              | Перемога  | [ 78 ] |
| 2016 | Mnet Asian Music Awards  | Кращий артист чоловік       | Н/Д               | Номінація | [ 79 ] |